# Stollenwerk (Vicht)
Stollenwerk ist ein Weiler im Ortsteil Vicht der Stadt Stolberg in der Städteregion Aachen, Nordrhein-Westfalen. Der Weiler befindet sich im oberen Vichttal und gehört geografisch zur Region der Eifel. Stollenwerk spielte in der Geschichte von Vicht eine bedeutende Rolle aufgrund seiner Verbindung zum Eisenhüttengewerbe.

## Geschichte

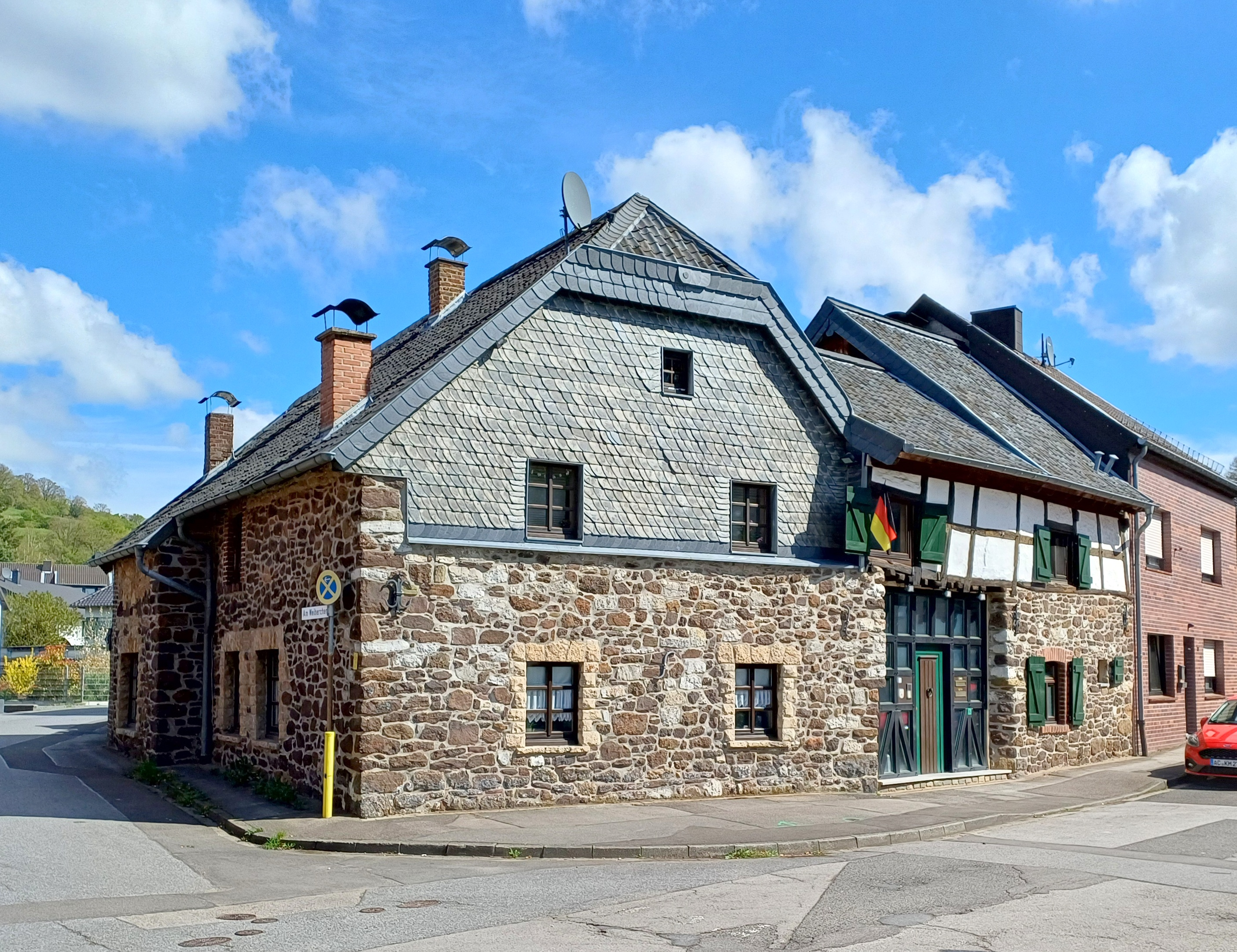
Ehem. Reitwerk Stollenwerk (2021)

Stollenwerk wurde erstmals 1557 urkundlich erwähnt. Ursprünglich war es ein eigenständiger Siedlungsweiler im heutigen Vichter Oberdorf entlang der heutigen Fischbachstraße. Der Name Stollenwerk leitet sich von einem sogenannten Reitwerk ab, einem Betrieb zur Verarbeitung von Eisenerz. Das Reitwerk in Stollenwerk nutzte die lokal vorhandenen Ressourcen wie Eisenstein, Wasserkraft und Holz aus den umliegenden Wäldern.
Bereits im 16. Jahrhundert wurde in Stollenwerk eine Schmelzhütte mit Hochofen betrieben. Im Jahr 1573 kam eine Getreide- und Ölmühle hinzu, die gegen Ende des Jahrhunderts zu einer Kupfermühle umgebaut wurde. Diese gelangte später in den Besitz der Familie Schleicher. In der ersten Hälfte des 18. Jahrhunderts wurde die Kupfermühle modernisiert und mit einem Drahtzug ausgestattet. Gegen Ende des 19. Jahrhunderts betrieb Emil Reidt in Stollenwerk eine Drahtzuganlage und installierte dort die erste Dampfmaschine in Vicht. Ein Brand im Jahr 1908 zerstörte das Werk jedoch vollständig; es wurde nicht wieder aufgebaut.

## Wirtschaftliche Bedeutung
Die wirtschaftliche Entwicklung von Stollenwerk war eng mit der Eisenverarbeitung verbunden. Die Wasserkraft des Vichtbaches sowie die reichen Vorkommen an Eisenstein in der Umgebung bildeten die Grundlage für die Entstehung von Reitwerken. Neben Stollenwerk trugen auch andere Weiler wie das nahegelegene Henneswerk zur industriellen Entwicklung der Region bei. Aus den einst eigenständigen Siedlungskernen um Stollenwerk, Henneswerk und die Vichter Hütte entwickelte sich die langgezogene Ortslage des heutigen Vichts.

## Sehenswürdigkeiten
Die Region rund um Stollenwerk bietet einige kulturelle und natürliche Sehenswürdigkeiten:
- Historische Gebäude: Mehrere Gebäude entlang der Fischbachstraße erinnern an die industrielle Vergangenheit. Eine Hofanlage in der Fischbachstraße 15, die früher Teil des Reitwerks Stollenwerk war, steht heute unter Denkmalschutz.
- Natur: Das Fischbachtal und die nahegelegenen Kluckensteine, eine geschützte Felsformation, sind beliebte Ausflugsziele.
- Wanderwege: Rund um Vicht, einschließlich Stollenwerk, führt der „Lehmjöresweg“, ein Rundwanderweg, der die landschaftlichen Schönheiten der Region erlebbar macht.

## Verkehr und Infrastruktur
Die Fischbachstraße bildet die zentrale Verkehrsader des Weilers. Trotz seiner ländlichen Lage ist Stollenwerk gut erreichbar und ein beliebter Ausgangspunkt für Wanderungen und Erkundungen der Eifel. Das Gebiet ist in ein Netz von Rad- und Wanderwegen eingebunden, das von lokalen Vereinen gepflegt wird.